# Václav Koc z Dobrše
Václav svobodný pán Koc z Dobrše (Wenzel Freiherr Kotz von Dobrz/Dobrsch) (28. dubna 1842 Praha – 11. června 1912 Újezd Svatého Kříže) byl český šlechtic, politik, rakouský generál a dvořan. V armádě dosáhl hodnosti c. k. polního podmaršálka a byl nejvyšším hofmistrem arcivévody Bedřicha. Byl též poslancem českého zemského sněmu a nakonec členem panské sněmovny. V západních Čechách vlastnil velkostatky Újezd Svatého Kříže a Bělá nad Radbuzou.

## Životopis
Pocházel ze starobylého českého rodu Koců z Dobrše, narodil se jako prostřední ze tří synů vysokého státního úředníka Kristiána Koce z Dobrše (1806–1883) a jeho manželky Aglaji, rozené princezny Auerspergové (1812–1899), po matce byl synovcem dvou rakouských ministerských předsedů Karla Auersperga a Adolfa Auersperga. V roce 1858 vstoupil do armády jako kadet a rychle postupoval v hodnostech, nakonec byl jmenován generálmajorem (1893) a polním podmaršálem (1897). Byl též c.k. tajným radou a komořím a od roku 1898 nejvyšším hofmistrem arcivévody Bedřicha. V roce 1899 převzal po matce správu rodového majetku, velkostatek Újezd Svatého Kříže, k němuž patřila také Bělá nad Radbuzou. Velkostatek měl rozlohu bezmála 4 000 hektarů půdy a jeho hodnota byla vyčíslena na 825 000 zlatých. V doplňovacích volbách byl v roce 1903 zvolen poslancem českého zemského sněmu, téhož roku byl penzionován v armádě. Krátce před smrtí byl jmenován dědičným členem rakouské panské sněmovny (únor 1912). 

## Řády a vyznamenání
Během vojenské služby získal několik ocenění, později díky službě u dvora arcivévody Bedřicha, který byl bratrem španělské královny Marie Kristýny, obdržel mimo jiné vysoká vyznamenání ve Španělsku.

### Rakousko-Uhersko
- Řád železné koruny I. třídy (1903)
- Jubilejní pamětní medaile (1898)
- Řád železné koruny III. třídy (1891)
- Válečná medaile (1879)

### Zahraničí
- velkokříž Řádu Isabely Katolické (Španělsko)
- velkokříž Vojenského záslužného kříže (Španělsko)
- Řád lva a slunce I. třídy (Persie)
- velkokříž Záslužného řádu bavorské koruny (Bavorsko)
- velkokříž Řádu Takova (Srbsko)
- Řád červené orlice II. třídy (Německo)
- Řád pruské koruny II. třídy (Německo)
- komandér Řádu Leopolda (Belgie)
- Řád svaté Anny III. třídy (Rusko)
- rytíř Řádu čestné legie (Francie)

## Rodina
V roce 1870 se v Salcburku oženil s hraběnkou Marií Lützowovou (1847–1880), sestřenicí významného bohemisty Františka Lützowa. Z jejich manželství se až po deseti letech narodil jediný syn Jindřich (1880–1956), při jehož porodu Marie zemřela. Po ovdovění se Václav Koc oženil podruhé v roce 1882 s hraběnkou Jindřiškou Krakovskou z Kolovrat (1859–1908), dcerou českého poslance Jindřicha Krakovského z Kolovrat. Toto manželství zůstalo bezdětné. 
Zemřel ve věku 70 let na dnes již neexistujícím zámku v Újezdě Svatého Kříže, kde byl také pohřben.
Jeho bratři Vilém Koc z Dobrše (1839–1906) a Karel Koc z Dobrše (1844–1901) byli poslanci českého zemského sněmu a říšské rady.